# بين هيرد
بين هيرد (بالإنجليزية: Ben Herd)‏ (21 يونيو 1985 في المملكة المتحدة - ) هو لاعب كرة قدم بريطاني في مركز الدفاع. لعب مع بوريهام وود إف سي وشروزبري تاون ونادي واتفورد ونادي ألدرشوت تاون وهيميل هيمبستيد تاون وDunstable Town F.C. ‏.

## وصلات خارجية
- بين هيرد على موقع قاعدة بيانات كرة القدم.إي يو (الإنجليزية)
- بين هيرد على موقع Soccerbase.com (لاعب) (الإنجليزية)
- بين هيرد على موقع Soccerway.com (الإنجليزية)